# ボルグー県
ボルグー県（ボルグーけん、フランス語：Département de Borgou）は、ベナン中部の県。
県都はパラクー (Parakou) で、最大都市はチャウールー (Tchaourou)。面積は2万5856平方キロメートル。2013年の人口は120万2095人で、人口密度は46.69人/平方キロメートル。

## 地理
- 北：アリボリ県
- 東：ナイジェリア
- 南：コリネス県
- 西：ドンガ県
- 北西：アタコラ県

南北に幹線道路が走り、県都パラクーと沿岸部を結ぶ鉄道が走る。

## 歴史
1999年、北部がアリボリ県として分離した。

## 下位行政区画

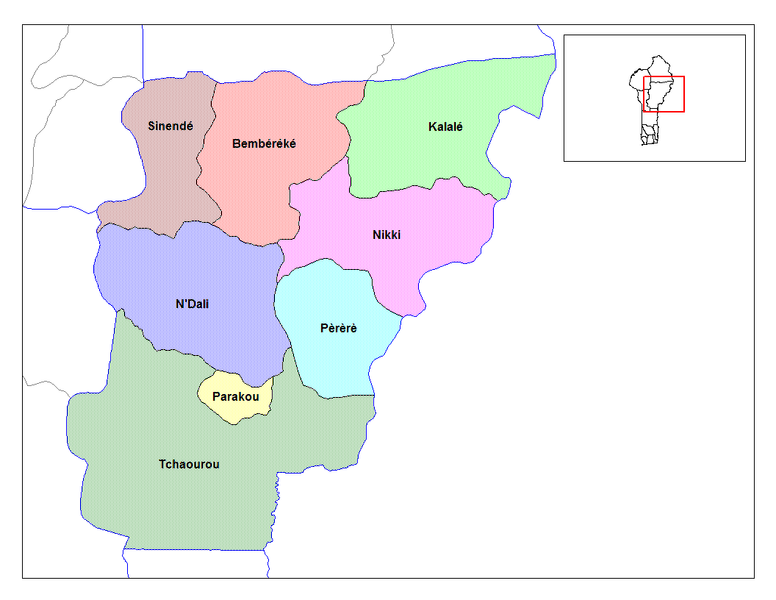
ボルグー県内の自治体

- Bembèrèkè
- Kalalè
- N'Dali
- Nikki
- パラクー
- Pèrèrè
- Sinendé
- チャウールー

## 著名人
- ユベール・マガ (Coutoucou Hubert Maga) （1916年 - 2000年）
  - ダオメー民主連合 (Dahomey Democratic Rally/DDR) 創設者（1951年）
  - ダオメー共和国初代大統領（1960年 - 1963年）
  - ダオメー共和国大統領（1970年 - 1972年）
- ヤイ・ボニ (Thomas Yayi Boni) （1952年 - ）
  - ベナン第4代大統領（2006年 - 2016年）（独立から15人目）
  - アフリカ連合第10代総会議長（2012年 - 2013年）